# Jūlijs Vanags
Jūlijs Vanags (parròquia d'Ungurmuižas, Imperi Rus, 8 de juliol [O.S. 25 de juny] de 1903 – Riga, 12 d'octubre de 1986) fou un escriptor i traductor letó, coautor de la lletra de l'himne de la República Socialista Soviètica de Letònia.